# 土田龍空
土田 龍空（つちだ りゅうく、2002年12月30日 - ）は、滋賀県坂田郡米原町（現：米原市）出身のプロ野球選手（内野手）。右投左打。中日ドラゴンズ所属。

## 経歴

### プロ入り前
米原市立米原小学校2年時に米原野球スポーツ少年団で野球を始めた。米原市立米原中学校時代は、硬式の湖北ボーイズに所属。
近江高等学校では、1年時から遊撃手のレギュラーを掴み、第100回全国高等学校野球選手権記念大会に出場。準々決勝で吉田輝星擁する金足農業高等学校に敗れた。2年生の夏には、第101回全国高等学校野球選手権大会に出場。初戦でチーム全体で6失策、土田自身も2失策と精彩を欠き、東海大学附属相模高等学校に敗れる。秋の滋賀大会を制覇し、近畿大会の初戦では3安打と気を吐いたが初戦敗退を喫した。3年時は主将を務め、8月に開催されたプロ志望高校生合同練習会では、シート打撃で加藤翼から安打性のピッチャーライナーを打つなどアピールした。
2020年のプロ野球ドラフト会議で中日ドラゴンズから3位指名を受けた。11月22日に契約金4500万円、年俸600万円で仮契約を結んだ（金額は推定）。背番号は45。

### 中日時代
2021年は二軍で経験を積んだのち、9月3日に初の一軍昇格。昇格時点で82試合に出場。打率.238、1本塁打、22打点、9盗塁の成績を残していた。一軍では最終的に9試合に出場し、打率.400、2打点を記録。オフに、50万円増となる推定年俸650万円で契約を更改した。
2022年は4月末の一軍に昇格。その後は二軍降格となったが、7月に入り京田陽太の不振で再び一軍に復帰。オールスターゲーム前から先発に定着し、7月31日の広島東洋カープ戦（MAZDA Zoom-Zoom スタジアム広島）では、6-4で迎えた9回裏の二死二・三塁の場面で、秋山翔吾のセンター前に抜けようかという打球を好捕（記録は内野安打）。1点を返され6-5となったものの、その後ライデル・マルティネスが坂倉将吾を投ゴロに打ち取り、接戦をモノにする原動力となり、試合後には立浪和義監督から絶賛された。8月19日の対東京ヤクルトスワローズ戦（バンテリンドーム ナゴヤ）では、同点で迎えた9回裏無死満塁の場面で清水昇から右前へ自身初のサヨナラ安打を放った。最終的にこのシーズンは遊撃手としてチーム最多の59試合に出場し、打撃でも打率.248という成績を残した。オフに、700万増となる推定年俸1350万円で契約を更改した。
2023年は、春季キャンプ前に菊池涼介らとの自主トレーニングへ初めて参加した。また、「『龍』をもっと強調したかった」としてこのシーズンから登録名を名前のみの龍空（りゅうく）に変更した。4月8日の横浜DeNAベイスターズ戦（横浜スタジアム）では、ロバート・ガゼルマンからプロ初本塁打を放ち、これが2023年シーズンにおける球団第1号となった。最終的に自己最多の114試合に出場したものの、打率が.187に留まるなど打撃不振に苦しんだ。シーズン終盤には二塁手としての出場が増えた。オフに550万円アップの推定年俸1900万円で契約を更改した。
2024年は、3月16日に右膝の関節炎と診断され開幕前から状態を確認しながらの調整を続け、6月25日に故障で離脱した村松開人と入れ替わる形で一軍に昇格する。7月9日の横浜戦でシーズン初安打となる二塁打を放つが、同日夜に体調不良を訴え、翌10日にNPB感染症特例で一時登録を外れたが、復帰後の8月15日に再び登録抹消となった。同年は17試合出場、打率.159にとどまった。11月9日、380万円減となる推定年俸1520万円で契約を更改した。12月16日、登録名を入団時の「土田 龍空」に戻すことが発表された。

## 選手としての特徴
非凡な打撃センスと高い守備力が光る内野手。
高校通算30本塁打、高校通算打率は4割を超える。50メートル走6秒0。
守備範囲が非常に広く、2023年には守備での貢献度を表すUZRで12球団の遊撃手トップの数値を出した。その守備力は現役時代名手として鳴らした荒木雅博も「入団時の自分の20倍上手い」と絶賛するほどである。

## 人物
理想の選手に大谷翔平、中日での憧れの選手に京田陽太（砂田毅樹とのトレードで横浜DeNAベイスターズへ移籍）を挙げており、プロで対戦したい選手には、ボーイズ時代の先輩である読売ジャイアンツの横川凱を挙げている。
京田陽太とはプライベートでも仲が良く、京田がDeNAへトレード移籍する際は「寂しい気持ちはある。同じ遊撃のポジションで少しでも追いつけるようにしたい」「いずれはゴールデングラブ賞を取りたい。京田さんを抜きたい」と語った。
中学時は陸上競技部にも所属し、走り高跳びで県大会6位に入賞した経験がある。

## 詳細情報

### 年度別打撃成績
| 年 度     | 球 団     | 試 合 | 打 席 | 打 数 | 得 点 | 安 打 | 二 塁 打 | 三 塁 打 | 本 塁 打 | 塁 打 | 打 点 | 盗 塁 | 盗 塁 死 | 犠 打 | 犠 飛 | 四 球 | 敬 遠 | 死 球 | 三 振 | 併 殺 打 | 打 率 | 出 塁 率 | 長 打 率 | O P S |
| --------- | --------- | ----- | ----- | ----- | ----- | ----- | -------- | -------- | -------- | ----- | ----- | ----- | -------- | ----- | ----- | ----- | ----- | ----- | ----- | -------- | ----- | -------- | -------- | ----- |
| 2021      | 中日      | 9     | 7     | 5     | 0     | 2     | 1        | 0        | 0        | 3     | 2     | 0     | 0        | 0     | 0     | 2     | 0     | 0     | 2     | 0        | .400  | .571     | .600     | 1.171 |
| 2022      | 中日      | 62    | 229   | 210   | 15    | 52    | 7        | 1        | 0        | 61    | 12    | 3     | 2        | 6     | 2     | 7     | 3     | 4     | 43    | 7        | .248  | .283     | .290     | .573  |
| 2023      | 中日      | 114   | 304   | 273   | 16    | 51    | 3        | 2        | 1        | 61    | 18    | 2     | 1        | 12    | 2     | 15    | 2     | 2     | 59    | 5        | .187  | .233     | .223     | .456  |
| 2024      | 中日      | 17    | 45    | 44    | 1     | 7     | 1        | 0        | 0        | 8     | 2     | 1     | 0        | 0     | 0     | 1     | 0     | 0     | 11    | 0        | .159  | .178     | .182     | .360  |
| 通算：4年 | 通算：4年 | 202   | 585   | 532   | 32    | 112   | 15       | 3        | 1        | 133   | 34    | 6     | 3        | 18    | 4     | 25    | 5     | 6     | 115   | 12       | .211  | .252     | .250     | .502  |

- 2024年度シーズン終了時

### 年度別守備成績
| 年 度 | 球 団 | 二塁  | 二塁  | 二塁  | 二塁  | 二塁  | 二塁     | 三塁  | 三塁  | 三塁  | 三塁  | 三塁  | 三塁     | 遊撃  | 遊撃  | 遊撃  | 遊撃  | 遊撃  | 遊撃     |
| 年 度 | 球 団 | 試 合 | 刺 殺 | 補 殺 | 失 策 | 併 殺 | 守 備 率 | 試 合 | 刺 殺 | 補 殺 | 失 策 | 併 殺 | 守 備 率 | 試 合 | 刺 殺 | 補 殺 | 失 策 | 併 殺 | 守 備 率 |
| ----- | ----- | ----- | ----- | ----- | ----- | ----- | -------- | ----- | ----- | ----- | ----- | ----- | -------- | ----- | ----- | ----- | ----- | ----- | -------- |
| 2021  | 中日  | 8     | 2     | 3     | 2     | 0     | .714     | 1     | 0     | 0     | 0     | 0     | ----     | -     | -     | -     | -     | -     | -        |
| 2022  | 中日  | 3     | 5     | 5     | 0     | 2     | 1.000    | -     | -     | -     | -     | -     | -        | 59    | 86    | 165   | 5     | 34    | .980     |
| 2023  | 中日  | 19    | 32    | 33    | 0     | 7     | 1.000    | -     | -     | -     | -     | -     | -        | 96    | 124   | 232   | 8     | 45    | .978     |
| 2024  | 中日  | 3     | 6     | 6     | 0     | 1     | 1.000    | -     | -     | -     | -     | -     | -        | 14    | 21    | 29    | 0     | 9     | 1.000    |
| 通算  | 通算  | 33    | 45    | 47    | 2     | 10    | .979     | 1     | 0     | 0     | 0     | 0     | ----     | 169   | 231   | 426   | 13    | 88    | .981     |

- 2024年度シーズン終了時

### 記録
初記録
- 初出場：2021年9月4日、対横浜DeNAベイスターズ17回戦（バンテリンドーム ナゴヤ）、9回表に堂上直倫に代わり二塁手で出場
- 初打席：2021年9月5日、対横浜DeNAベイスターズ18回戦（バンテリンドーム ナゴヤ）、6回裏に今永昇太から二直
- 初安打：2021年9月9日、対広島東洋カープ20回戦（MAZDA Zoom-Zoomスタジアム広島）、9回表に菊池保則から左前安打
- 初打点：2021年9月10日、対読売ジャイアンツ21回戦（東京ドーム）、9回表に大江竜聖から右翼線2点適時二塁打
- 初先発出場：2021年9月12日、対東京ヤクルトスワローズ17回戦（バンテリンドーム ナゴヤ）、「8番・二塁手」で先発出場
- 初盗塁：2022年8月14日、対阪神タイガース20回戦（京セラドーム大阪）、9回表に二盗（投手：岩崎優、捕手：梅野隆太郎）※三塁走者・三好大倫と重盗
- 初本塁打：2023年4月8日、対横浜DeNAベイスターズ1回戦（横浜スタジアム）、5回表にロバート・ガゼルマンから左越ソロ[40][23]

### 背番号
- 45（2021年[11] - ）

### 登録名
- 土田 龍空（つちだ りゅうく、2021年 - 2022年、2025年[30] - ）
- 龍空（りゅうく、2023年[21][22] - 2024年）